# Twarzova
Twarzova – album studyjny warszawskiego rapera Vienia oraz wrocławskiego producenta Magiery. Album ukazał się 15 marca 2019 roku.

## Lista utworów
1. „Minuta i 20 sec.” (Gościnnie: Bovska) – 4:01
2. „E-330” – 4:13
3. „Części zamienne” (Gościnnie: Ras) – 3:31
4. „Lubię to miasto” (Gościnnie: Skubas) – 4:19
5. „Zabijam czas” (Gościnnie: Edo G & Igor Boxx) – 4:57
6. „Prawda na pół”  – 3:14
7. „Warstwa plastiku” (Gościnnie: Paprodziad) – 4:12
8. „Imperium zła” (Gościnnie: Junior Stress) – 5:05
9. „Sto twarzy”  – 2:52
10. „Uliczne legendy” (Gościnnie: Kosi) – 4:03